# Meijin 1973
Il Meijin 1973 è stata la 12ª edizione del torneo goistico giapponese Meijin.

## Qualificazioni
|  | Quarti di finale  | Quarti di finale  | Quarti di finale |                 |                | Semifinali     | Semifinali | Semifinali |  |  | Finale | Finale | Finale |  |
|  |                   |                   |                  |                 |                |                |            |            |  |  |        |        |        |  |
|  | Eio Sakata        | Eio Sakata        | 1                |                 |                |                |            |            |  |  |        |        |        |  |
|  | Eio Sakata        | Eio Sakata        | 1                |                 |                |                |            |            |  |  |        |        |        |  |
|  | Nobuaki Maeda     | Nobuaki Maeda     | 0                |                 |                |                |            |            |  |  |        |        |        |  |
|  | Nobuaki Maeda     | Nobuaki Maeda     | 0                |                 | Eio Sakata     | Eio Sakata     | 1          |            |  |  |        |        |        |  |
|  |                   |                   |                  |                 | Eio Sakata     | Eio Sakata     | 1          |            |  |  |        |        |        |  |
|  |                   |                   | Michiharu Sakai  | Michiharu Sakai | 0              |                |            |            |  |  |        |        |        |  |
|  | Toshio Sekiyama   | Toshio Sekiyama   | Michiharu Sakai  | Michiharu Sakai | 0              | 0              |            |            |  |  |        |        |        |  |
|  | Toshio Sekiyama   | Toshio Sekiyama   |                  |                 |                |                |            |            |  |  |        |        |        |  |
|  | Michiharu Sakai   | Michiharu Sakai   | 1                |                 |                |                |            |            |  |  |        |        |        |  |
|  | Michiharu Sakai   | Michiharu Sakai   | 1                |                 | Eio Sakata     | Eio Sakata     | 0          |            |  |  |        |        |        |  |
|  |                   |                   |                  |                 |                |                |            |            |  |  |        |        |        |  |
|  |                   |                   | Masao Sugiuchi   | Masao Sugiuchi  | 1              |                |            |            |  |  |        |        |        |  |
|  | Masao Sugiuchi    | Masao Sugiuchi    | Masao Sugiuchi   | Masao Sugiuchi  | 1              | 1              |            |            |  |  |        |        |        |  |
|  | Masao Sugiuchi    | Masao Sugiuchi    |                  |                 |                |                |            |            |  |  |        |        |        |  |
|  | Tatsuaki Iwata    | Tatsuaki Iwata    | 0                |                 |                |                |            |            |  |  |        |        |        |  |
|  | Tatsuaki Iwata    | Tatsuaki Iwata    | 0                |                 | Masao Sugiuchi | Masao Sugiuchi | 1          |            |  |  |        |        |        |  |
|  |                   |                   |                  |                 | Masao Sugiuchi | Masao Sugiuchi | 1          |            |  |  |        |        |        |  |
|  |                   |                   | Takeo Kajiwara   | Takeo Kajiwara  | 0              |                |            |            |  |  |        |        |        |  |
|  | Takeo Kajiwara    | Takeo Kajiwara    | Takeo Kajiwara   | Takeo Kajiwara  | 0              | 1              |            |            |  |  |        |        |        |  |
|  | Takeo Kajiwara    | Takeo Kajiwara    |                  |                 |                |                |            |            |  |  |        |        |        |  |
|  | Satsuo Ushinohama | Satsuo Ushinohama | 0                |                 |                |                |            |            |  |  |        |        |        |  |

|  | Quarti di finale | Quarti di finale | Quarti di finale |                |                  | Semifinali       | Semifinali | Semifinali |  |  | Finale | Finale | Finale |  |
|  |                  |                  |                  |                |                  |                  |            |            |  |  |        |        |        |  |
|  | Masao Katō       | Masao Katō       | 0                |                |                  |                  |            |            |  |  |        |        |        |  |
|  | Masao Katō       | Masao Katō       | 0                |                |                  |                  |            |            |  |  |        |        |        |  |
|  | Masaki Fukui     | Masaki Fukui     | 1                |                |                  |                  |            |            |  |  |        |        |        |  |
|  | Masaki Fukui     | Masaki Fukui     | 1                |                | Masaki Fukui     | Masaki Fukui     | 1          |            |  |  |        |        |        |  |
|  |                  |                  |                  |                | Masaki Fukui     | Masaki Fukui     | 1          |            |  |  |        |        |        |  |
|  |                  |                  | Sunao Sato       | Sunao Sato     | 0                |                  |            |            |  |  |        |        |        |  |
|  | Sunao Sato       | Sunao Sato       | Sunao Sato       | Sunao Sato     | 0                | 1                |            |            |  |  |        |        |        |  |
|  | Sunao Sato       | Sunao Sato       |                  |                |                  |                  |            |            |  |  |        |        |        |  |
|  | Yoshinari Kano   | Yoshinari Kano   | 0                |                |                  |                  |            |            |  |  |        |        |        |  |
|  | Yoshinari Kano   | Yoshinari Kano   | 0                |                | Masaki Fukui     | Masaki Fukui     | 1          |            |  |  |        |        |        |  |
|  |                  |                  |                  |                |                  |                  |            |            |  |  |        |        |        |  |
|  |                  |                  | Toshiro Yamabe   | Toshiro Yamabe | 0                |                  |            |            |  |  |        |        |        |  |
|  | Kōichi Kobayashi | Kōichi Kobayashi | Toshiro Yamabe   | Toshiro Yamabe | 0                | 1                |            |            |  |  |        |        |        |  |
|  | Kōichi Kobayashi | Kōichi Kobayashi |                  |                |                  |                  |            |            |  |  |        |        |        |  |
|  | Yutaka Shiraishi | Yutaka Shiraishi | 0                |                |                  |                  |            |            |  |  |        |        |        |  |
|  | Yutaka Shiraishi | Yutaka Shiraishi | 0                |                | Koichi Kobayashi | Koichi Kobayashi | 0          |            |  |  |        |        |        |  |
|  |                  |                  |                  |                | Koichi Kobayashi | Koichi Kobayashi | 0          |            |  |  |        |        |        |  |
|  |                  |                  | Toshiro Yamabe   | Toshiro Yamabe | 1                |                  |            |            |  |  |        |        |        |  |
|  | Shuyo Miyashita  | Shuyo Miyashita  | Toshiro Yamabe   | Toshiro Yamabe | 1                | 0                |            |            |  |  |        |        |        |  |
|  | Shuyo Miyashita  | Shuyo Miyashita  |                  |                |                  |                  |            |            |  |  |        |        |        |  |
|  | Toshiro Yamabe   | Toshiro Yamabe   | 1                |                |                  |                  |            |            |  |  |        |        |        |  |

|  | Quarti di finale  | Quarti di finale  | Quarti di finale |                 |                   | Semifinali        | Semifinali | Semifinali |  |  | Finale | Finale | Finale |  |
|  |                   |                   |                  |                 |                   |                   |            |            |  |  |        |        |        |  |
|  | Shuzo Ohira       | Shuzo Ohira       | 1                |                 |                   |                   |            |            |  |  |        |        |        |  |
|  | Shuzo Ohira       | Shuzo Ohira       | 1                |                 |                   |                   |            |            |  |  |        |        |        |  |
|  | Dogen Handa       | Dogen Handa       | 0                |                 |                   |                   |            |            |  |  |        |        |        |  |
|  | Dogen Handa       | Dogen Handa       | 0                |                 | Shuzo Ohira       | Shuzo Ohira       | 0          |            |  |  |        |        |        |  |
|  |                   |                   |                  |                 | Shuzo Ohira       | Shuzo Ohira       | 0          |            |  |  |        |        |        |  |
|  |                   |                   | Toshi Hoshino    | Toshi Hoshino   | 1                 |                   |            |            |  |  |        |        |        |  |
|  | Tsunehiro Sumino  | Tsunehiro Sumino  | Toshi Hoshino    | Toshi Hoshino   | 1                 | 0                 |            |            |  |  |        |        |        |  |
|  | Tsunehiro Sumino  | Tsunehiro Sumino  |                  |                 |                   |                   |            |            |  |  |        |        |        |  |
|  | Toshi Hoshino     | Toshi Hoshino     | 1                |                 |                   |                   |            |            |  |  |        |        |        |  |
|  | Toshi Hoshino     | Toshi Hoshino     | 1                |                 | Toshi Hoshino     | Toshi Hoshino     | 1          |            |  |  |        |        |        |  |
|  |                   |                   |                  |                 |                   |                   |            |            |  |  |        |        |        |  |
|  |                   |                   | Shoji Hashimoto  | Shoji Hashimoto | 0                 |                   |            |            |  |  |        |        |        |  |
|  | Yasumasa Hane     | Yasumasa Hane     | Shoji Hashimoto  | Shoji Hashimoto | 0                 | 0                 |            |            |  |  |        |        |        |  |
|  | Yasumasa Hane     | Yasumasa Hane     |                  |                 |                   |                   |            |            |  |  |        |        |        |  |
|  | Yoshimi Hashimoto | Yoshimi Hashimoto | 1                |                 |                   |                   |            |            |  |  |        |        |        |  |
|  | Yoshimi Hashimoto | Yoshimi Hashimoto | 1                |                 | Yoshimi Hashimoto | Yoshimi Hashimoto | 0          |            |  |  |        |        |        |  |
|  |                   |                   |                  |                 | Yoshimi Hashimoto | Yoshimi Hashimoto | 0          |            |  |  |        |        |        |  |
|  |                   |                   | Shoji Hashimoto  | Shoji Hashimoto | 1                 |                   |            |            |  |  |        |        |        |  |
|  | Shoji Hashimoto   | Shoji Hashimoto   | Shoji Hashimoto  | Shoji Hashimoto | 1                 | 1                 |            |            |  |  |        |        |        |  |
|  | Shoji Hashimoto   | Shoji Hashimoto   |                  |                 |                   |                   |            |            |  |  |        |        |        |  |
|  | Takeshi Sakai     | Takeshi Sakai     | 0                |                 |                   |                   |            |            |  |  |        |        |        |  |

## Torneo
- W indica vittoria col bianco
- B indica vittoria col nero
- X indica la sconfitta
- +R indica che la partita si è conclusa per abbandono
- +N indica lo scarto dei punti a fine partita
- +F indica la vittoria per forfeit
- +? indica una vittoria con scarto sconosciuto
- V indica una vittoria in cui non si conosce scarto e colore del giocatore

| Giocatore           | Y.I. | Hi.F. | H.O. | Ho.F. | K.K. | T.S. | T.Y. | T.H. | M.S. | Risultato | Note                    |
| ------------------- | ---- | ----- | ---- | ----- | ---- | ---- | ---- | ---- | ---- | --------- | ----------------------- |
| Yoshio Ishida       | –    | B+R   | W+R  | V     | W+1  | W+1  | B+R  | B+R  | B+R  | 8-0       | Qualificato alla finale |
| Hideyuki Fujisawa   | X    | –     | X    | W+R   | W+4  | W+R  | B+R  | B+R  | X    | 6-2       |                         |
| Hideo Otake         | X    | W+1   | –    | B+R   | B+R  | B+13 | X    | W+3  | W+R  | 6-2       |                         |
| Hosai Fujisawa      | X    | X     | –    | X     | W+R  | W+R  | X    | B+R  | X    | 3-5       |                         |
| Katsuji Kada        | X    | X     | X    | X     | –    | X    | X    | X    | W+R  | 1-7       | Retrocesso              |
| Toshihiro Shimamura | X    | X     | X    | X     | B+8  | –    | X    | W+6  | X    | 2-6       | Retrocesso              |
| Toshiro Yamabe      | X    | X     | B+R  | V     | B+R  | B+R  | –    | W+R  | W+R  | 6-2       |                         |
| Toshi Hoshino       | X    | X     | X    | X     | W+0  | X    | X    | –    | X    | 1-7       | Retrocesso              |
| Masao Sugiuchi      | X    | W+R   | X    | W+R   | X    | B+R  | X    | W+R  | –    | 4-4       |                         |

## Finale
La finale è stata una sfida al meglio delle sette partite. 